# Coriomeris occidentalis
Coriomeris occidentalis är en insektsart som beskrevs av Dolling och Yonke 1976. Coriomeris occidentalis ingår i släktet Coriomeris och familjen bredkantskinnbaggar. Inga underarter finns listade i Catalogue of Life.